# HD 36430
HD 36430，又名BD-06 1207，SAO 132210、HR 1848，是一颗恒星，视星等为6.22，位于銀經209.8，銀緯-20.85，其B1900.0坐标为赤經5h 26m 29.2s，赤緯-6° -20.85′ 1″。